# 皮绍
皮绍（德語：Piesau，發音：[ˈpiːzaʊ]）是德国图林根州松讷贝格县曾经的一个市镇，面积7.89平方千米，2017年12月31日人口为715人。2019年1月1日，皮绍与市镇利希特并入市镇伦韦格地区诺伊豪斯。